# ولودکو کافمن

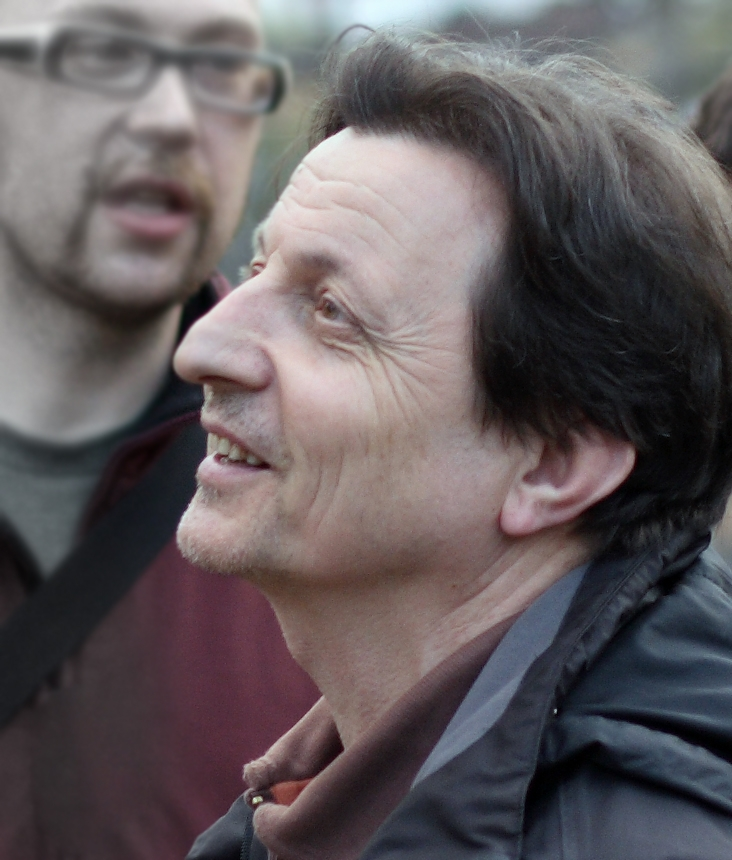
ولودکو کافمن در سال ۲۰۰۸

ولودکو (ولادیمیر) کافمن (متولد ۲ مارس ۱۹۵۷ م. در قراغندی، قزاقستان) هنرمندی اوکراینی-آلمانی است که به عنوان نقاش، گرافیست، هنرمند کنشی و نویسنده بسیاری از پروژه‌های هنری شناخته می‌شود. او در نمایشگاه‌های انفرادی و گروهی بسیاری شرکت کرده‌است.

## اجراها ۲۰۰۸
- پرفورمنس‌ها: "Pobutova ekskursiya" و "Svyashchenna Poltva" در پروژه آرت دیپوت در لویو.
- پرفورمنس: "Deklaratsiya porozhnechi" در "Gogolfest" در کیف.
- چیدمان: "B.N" در هفته هنر معاصر در لویو.[۵]